# Binghamimyia reclinata
Binghamimyia reclinata là một loài ruồi trong họ Tachinidae.